# Grupo de Apoyo Perú
El Grupo de Apoyo al Perú (PSG) es una ONG británica se creó en 1983 para crear conciencia sobre las violaciones de derechos humanos cometidas durante el conflicto armado interno del Perú. Es una organización de defensa con sede en el Reino Unido con una membresía de pago de aproximadamente 500 personas. 
Lord Avebury (Eric Lubbock) ha sido presidente del PSG desde 2002 y varios diputados británicos, incluidos Ann Clwyd y Simon Hughes, son patrocinadores. Otros animadores notables de la organización incluyeron a los renombrados escritores británicos Harold Pinter y Graham Greene. Actualmente, la organización hace campaña sobre una amplia gama de temas que incluyen: derechos humanos, derechos indígenas, gobernanza democrática y desarrollo sostenible, particularmente con referencia a las industrias extractivas.

## Relación con Perú
PSG se estableció hace 30 años, durante un período de intensas violaciones de los derechos humanos en Perú. En ese período, el PSG se involucró en la agenda de crear conciencia sobre las atrocidades que ocurrían durante el conflicto interno, que se cobró la vida de 70,000 personas. La organización trabajó para arrojar luz sobre estos abusos en el Reino Unido y otros países europeos. Además, participó activamente en la investigación y divulgación de los hallazgos de la Comisión de la Verdad y Reconciliación, que reveló la magnitud de las violaciones de los derechos humanos cometidas durante ese oscuro período.

## Agendas
Una de las actividades principales del PSG es llevar a cabo investigaciones y organizar eventos en colaboración con su red internacional de investigadores expertos y grupos comunitarios. Al aprovechar esta red, la organización tiene como objetivo fomentar el debate y mejorar las políticas relacionadas con los derechos humanos, la inclusión social y el desarrollo sostenible. A través de su sede en Londres, trabaja con aliados en Perú y Europa para abogar por cambios positivos y garantizar que los gobiernos y las corporaciones rindan cuentas por sus acciones.
El PSG se enfoca en llamar la atención sobre la pobreza y los problemas de derechos humanos en Perú al proporcionar noticias y análisi a través de su sitio web y boletín informativo. Esta información llega a una audiencia internacional de formuladores de políticas, investigadores y grupos de la sociedad civil. Al monitorear la legislación, la gobernanza y la implementación de políticas públicas en áreas de preocupación, el PSG desempeña un papel crucial en resaltar problemas críticos y promover las reformas necesarias.
Además, el PSG reconoce la influencia significativa del Reino Unido como centro financiero internacional y hogar de importantes corporaciones mineras, siendo el Reino Unido uno de los mayores inversores extranjeros en Perú. Dada esta influencia, el PSG se involucra activamente con el gobierno británico y las instituciones internacionales como el G8, el Banco Mundial, el Banco Interamericano de Desarrollo y la Unión Europea para abogar por la transparencia, los derechos humanos y prácticas comerciales justas.

## Río Blanco
La participación del PSG en abordar problemas relacionados con las industrias extractivas, especialmente en el sector minero, ha tenido hitos como el informe de la delegación parlamentaria del PSG sobre la mina Río Blanco, propiedad de la empresa británica Monterrico Metals. En ese contexto, desempeñó un papel crucial en la defensa de los derechos de las comunidades campesinas en el norte de Perú. Esta participación finalmente condujo a un importante acuerdo extrajudicial que proporcionó compensación por las violaciones de los derechos humanos sufridos por las comunidades locales.
En los últimos años, el PSG ha ampliado su enfoque en cuestiones de derechos humanos en la región amazónica, con atención a los desafíos asociados con la extracción de petróleo y gas, la silvicultura y las preocupaciones ambientales. Al arrojar luz sobre estos problemas, la organización busca salvaguardar los derechos de las comunidades indígenas y proteger el patrimonio ecológico único de la selva amazónica.

## Publicaciones
- Bebbington, AJ, M. Connarty, W. Coxshall, H. O'Shaugnessy, M. Williams. 2007. Minería y desarrollo en el Perú, con especial referencia al Proyecto Río Blanco, Piura . Londres. Grupo de Apoyo Perú. Traducido y publicado en Perú como: Bebbington, AJ, M. Connarty, W. Coxshall, H.O'Shaugnessy, M. Williams. Minería y Desarrollo en Perú con especial referencia al Proyecto Río Blanco, Piura . Lima. Instituto de Estudios Peruanos/CIPCA/Oxfam Internacional/Grupo de Apoyo Perú.
- Bajo, P. 2012. Minería artesanal y de pequeña escala en el Perú: ¿bendición o maldición? Archivado el 11 de febrero de 2013 en Wayback Machine. . Londres. Grupo de Apoyo Perú.}